# William Smith (golfista)
William Poultney Smith (Filadelfia, 19 dicembre 1865 – Lower Merion, 9 gennaio 1936) è stato un golfista statunitense.

## Carriera
Smith partecipò al torneo individuale di golf ai Giochi olimpici di Saint Louis 1904, in cui fu eliminato ai sedicesimi di finale da Stu Stickney.